# Kontrolliertes Vokabular
Ein kontrolliertes Vokabular ist eine Sammlung von Bezeichnungen (Wortschatz), die eindeutig Begriffen zugeordnet sind, so dass keine Homonyme auftreten. In vielen Fällen gilt auch die umgekehrte Richtung (jeder Begriff hat nur eine oder eine präferierte Benennung, d. h., es gibt keine Synonyme).
Kontrollierte Vokabulare treten beispielsweise als Fachwortverzeichnisse oder Glossare auf, in denen Termini eindeutig definiert werden. Innerhalb derselben Sprache sind kontrollierte Vokabulare vor allem in der Dokumentationswissenschaft von Bedeutung, da dort Informationen durch Schlagwörter eindeutig beschrieben werden (Indexierung). Zudem sind sie zwischen mehreren Sprachen dort unentbehrlich, wo es auf sprachenübergreifend einheitliche Wortbedeutungen ankommt, etwa in der Medizin (Beispiel: ICD-10).
Das aus einem kontrollierten Vokabular stammende Schlagwort wird auch Deskriptor genannt. Die kontrollierten Schlagwörter werden in einem Thesaurus oder einer Normdatei verwaltet.
Insbesondere in der Informatik werden Identifikatoren zur eindeutigen Identifizierung von Objekten benutzt. Da die Verschlagwortung von Ressourcen im Internet nicht kontrolliert geschieht, soll im semantischen Web mittels RDF über URIs eine semantische Zuordnung zu Begriffen geschehen. Auch einige Arten von Nachschlagewerken enthalten kontrollierte Vokabulare; so muss beispielsweise entschieden werden, ob ein Artikel über Personenkraftwagen „Wagen“, „Auto“ oder „PKW“ (oder „Pkw“) heißen soll.

## Beispiele
- Die Gemeinsame Normdatei wird an Gedächtnisinstitutionen, vorrangig Bibliotheken, im deutschsprachigen Raum zur Sacherschließung benutzt.
- Die EU verwendet IATE als kontrolliertes Vokabular.
- Die Medical Subject Headings werden für die bibliographische Datenbank MEDLINE verwendet.
- Der ICD-10 der Weltgesundheitsorganisation ist das wichtigste Diagnoseklassifikationssystem der Medizin. Es ist weltweit anerkannt und übersetzt.
- Das Wiki Glossar der Evaluation[1] mit über 400 konsolidierten Termini (Definition deutsch; Begriffe dreisprachig).